# Église Saint-Jean-Baptiste de Mireval-Lauragais
L'église Saint-Jean-Baptiste est une église située sur la commune de Mireval-Lauragais dans le département français de l'Aude en région Occitanie.
Elle fait l’objet d'une inscription au titre des monuments historiques depuis le 13 mai 1994.

## Localisation
L'église est située sur la commune de Mireval-Lauragais, dans le département français de l'Aude.

## Historique
L'édifice est inscrit au titre des monuments historiques en 1994.